# برخیه ده براور
برخیه ده براور (هلندی: Bregje de Brouwer؛ زادهٔ ۹ مارس ۱۹۹۹) شناگر زن شنای موزون اهل هلند است.
وی در مسابقات کشوری و بین‌المللی در مجموع برندهٔ ۲ مدال طلا، ۲ مدال نقره، ۱ مدال برنز شده است.